# Gvidon Sajovic
Gvidon Jožef Sajovic, slovenski biolog, muzealec in strokovni pisatelj, * 14. avgust 1883 Kranj, † 24. julij 1920, Kranj.

## Življenje in delo
Rodil se je očetu trgovcu Ferdinandu in materi Jani (rojena Pleiweis). Naravoslovje je študiral na dunajski Filozofski fakulteti in  leta 1906 doktoriral. Po končanem študiju je poučeval biologijo na  srednjih šolah v Novem mestu in Ljubljani. Istočasno pa je v prirodoslovnem oddelku v Deželnem muzeju v Ljubljani opravljal neplačano delo. Kot muzealec se je zavzemal za modernejšo postavitev zbirk po ekoloških načelih. Poleg rednega muzejskega dela je bil tudi sourednik muzejskega časopisa Carniola. Leta 1919 je uredil prirodoslovni del Glasnika Muzejskega društva za Slovenijo. Objavil je več strokovnih in poljudnih člankov, večinoma v muzejski periodiki.

## Izbrana bibliografija
- Kače na Kranjskem (COBISS)
- Predavanja na prvem počitniškem tečaju v Ljubljani l. 1912 (COBISS)
- Prirodopisni sestavki v letnih izvestjih naših srednjih šol (COBISS)